# گل ماهور ارغوانی
گل ماهور ارغوانی (نام علمی: Verbascum phoeniceum) نام یک گونه از تیره گل‌میمونیان است.